# Aska Żory
Aska Żory – Były przewoźnik obsługujący linie na zlecenie Zarządu Transportu Metropolitalnego. Właścicielem przedsiębiorstwa była Joanna Kałek.
W przeszłości przewoźnik obsługiwał linie  39, 121, 139, 154, 196, 198, 199, 201, 672N, 900, 913 oraz M28 jako członek konsorcjum z Transport Pawelec (lider konsorcjum)
Przez pewien czas firma obsługiwała także 2 linie autobusowe do CH Europa Centralna, łączące centrum handlowe z Gliwicami, Knurowem, Gierałtowicami i Zabrzem. 
Tabor
| Marka i typ autobusu                                 | przewóz osób na wózkach                              | Eksploatacja od                                      | Wiek (rocznikowo)                                    | Liczba egzemplarzy |
| ---------------------------------------------------- | ---------------------------------------------------- | ---------------------------------------------------- | ---------------------------------------------------- | ------------------ |
| MAN EL202                                            |                                                      | 2012                                                 | 22                                                   | 1                  |
| MAN NG272                                            | przewóz osób na wózkach                              | 2012                                                 | 15                                                   | 1                  |
| MAN NG312                                            | przewóz osób na wózkach                              | 2013                                                 | 16/17                                                | 4                  |
| MAN NL202                                            | przewóz osób na wózkach                              | 2011                                                 | 15                                                   | 6                  |
| MAN NL313-15                                         | przewóz osób na wózkach                              | 2012                                                 | 10                                                   | 2                  |
| MAZ 103                                              | przewóz osób na wózkach                              | 2011                                                 | 7/8                                                  | 9                  |
| MAZ 203                                              | przewóz osób na wózkach                              | 2012                                                 | 5                                                    | 6                  |
| MAZ 205                                              | przewóz osób na wózkach                              | 2011                                                 | 4                                                    | 2                  |
| Mercedes O405                                        | przewóz osób na wózkach                              | 2012                                                 | 20                                                   | 3                  |
| Mercedes O405G                                       |                                                      | 2012                                                 | 19                                                   | 1                  |
| Mercedes O405GN                                      | przewóz osób na wózkach                              | 2011                                                 | 17                                                   | 2                  |
| Mercedes O405N                                       | przewóz osób na wózkach                              | 2009                                                 | 16-21                                                | 14                 |
| Solaris Urbino 15                                    | przewóz osób na wózkach                              | 2012                                                 | 4                                                    | 1                  |
| Van Hool AG300                                       | przewóz osób na wózkach                              | 2012                                                 | 17                                                   | 1                  |
| SOR BN 12                                            | przewóz osób na wózkach                              | 2015                                                 | 1                                                    | 3                  |
| ZAZ A10C34                                           |                                                      | 2013                                                 | 4                                                    |                    |
| Wszystkie pojazdy                                    | Wszystkie pojazdy                                    | Wszystkie pojazdy                                    | Wszystkie pojazdy                                    | 52                 |
| Udział autobusów niskopodłogowych i niskowejściowych | Udział autobusów niskopodłogowych i niskowejściowych | Udział autobusów niskopodłogowych i niskowejściowych | Udział autobusów niskopodłogowych i niskowejściowych | 95%                |
| Średni wiek pojazdów w latach                        | Średni wiek pojazdów w latach                        | Średni wiek pojazdów w latach                        | Średni wiek pojazdów w latach                        | 13                 |